# Fortaleza e Sítio Histórico de San Juan em Porto Rico
A Fortaleza e Sítio Histórico de San Juan em Porto Rico é um ponto estratégico vital no Mar do Caribe, as estruturas defensivas iniciadas no século XV, mas melhoradas e ampliadas até o século XIX para proteger a cidade e a Baía de San Juan, deixaram uma rica exibição de arquitetura militar européia adaptada às baías do continente americano.

## Galeria

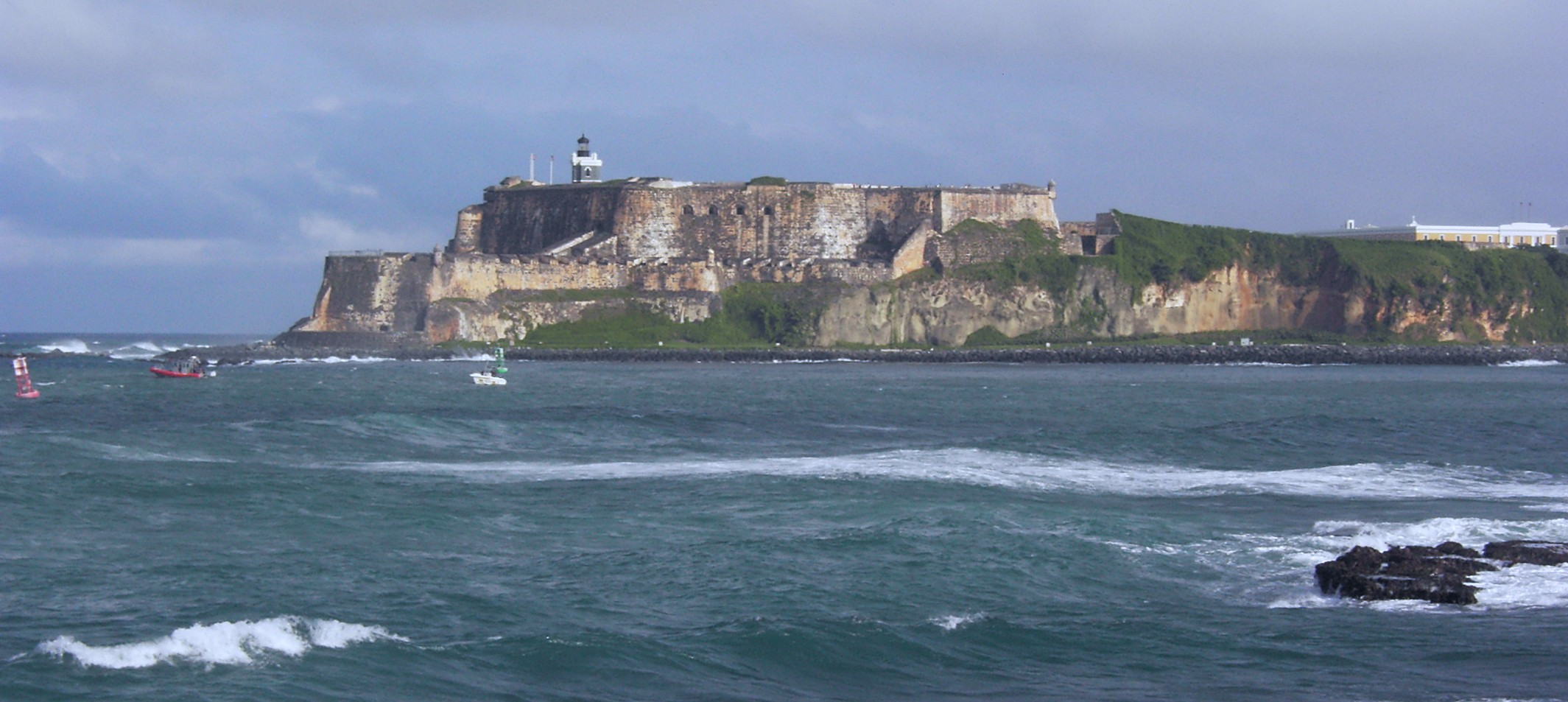
Castelo de San Felipe del Morro
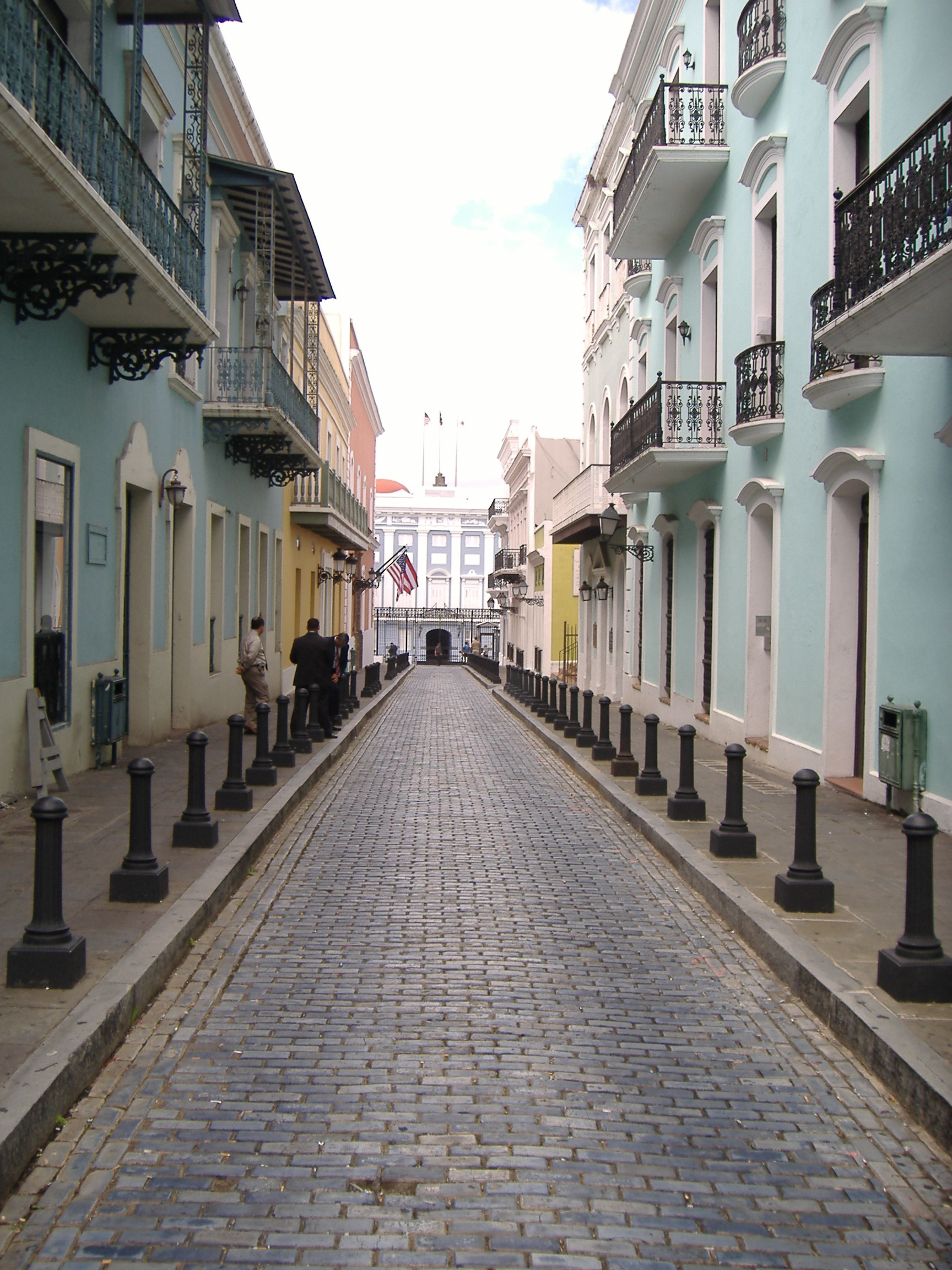
Rua em San Juan
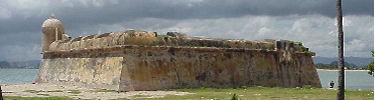
Forte de El Cañuelo